# Fruto Proibido (1976)
Fruto Proibido é um filme brasileiro de 1976, escrito e dirigido por Egídio Eccio e com produção de Victor di Mello e figurinos de Dener Pamplona.

## Elenco
- Nathália Timberg ....Ângela[2]
- Eduardo Wagner ....Rodolfo Valentino[2]
- Urbano Lóes ....Delegado Vilani[2]
- Maracy Mello ....Empregada[2]
- Xandó Batista ....Juiz[2] (Participação)
- Paulo Padilha ....Promotor[2]
- Walter Portela ....Advogado[2]